# Золотая медаль Пулитцеровской премии

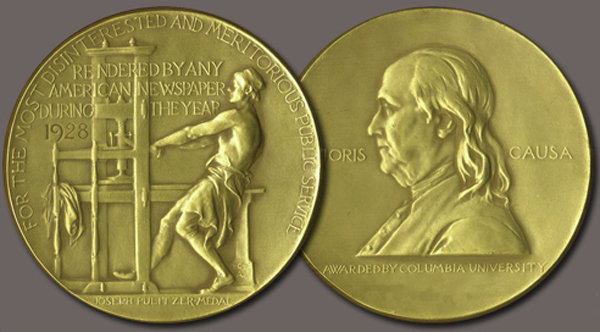
Золотая медаль
Пулитцеровской премии за 1928 год

Золотая медаль Пулитцеровской премии — высшая и исключительная награда Пулитцеровской премии. Присуждается с 1918 года в номинации «За служение обществу». В отличие от остальных двадцати номинаций, в которых лауреатами становятся индивидуальные авторы или соавторы, золотая медаль присуждается только юридическим лицам, зарегистрированным на территории США как СМИ. Также, в отличие от остальных лауреатов, медалисты не получают денежных сумм.
Публикация независимых журналистских расследований в периодической печати, последовательное отстаивание редакцией справедливости и законности зачастую прямо и болезненно касаются интересов весьма могущественных групп и лиц и нередко связаны с риском для бизнеса или жизни. Редакция сознаёт этот риск, испытывает различные виды давления, подкупа, угроз, но вопреки им публикует результаты расследований, руководствуясь общественным благом. Присуждение золотой медали подтверждает на экспертном уровне высокий профессионализм и преданность идеалам свободного общества журналистов награждаемой редакции.

Золотая медаль присуждается газете, журналу или новостному сайту за выдающийся пример служения обществу в рамках журналистской деятельности, включающей новостные сообщения, редакторские статьи, карикатуры, фотографии, видео-сюжеты, мультимедийные и интерактивные презентации или любой другой визуальный материал. (Текст номинации на официальном сайте премии, 2018 г.)
Оригинальный текст (англ.)For a distinguished example of meritorious public service by a newspaper, magazine or news site through the use of its journalistic resources, including the use of stories, editorials, cartoons, photographs, graphics, videos, databases, multimedia or interactive presentations or other visual material, a gold medal.

## Описание
Диаметр медали — 66,5 мм. Вес зависит от сплава, который несколько раз менялся. С 1987 года — серебро, с напылением чистого золота, ≈115 г.
На аверсе: барельефная фигура обнажённого по пояс мускулистого мужчины, — работника типографии, — с усилием крутящего двумя руками винт механического пресса на архаичном типографском станке. Работнику жарко: его рубашка переброшена через станок слева от пресса. Над ним полукругом по краю надпись: «за бескорыстное и достойное служение обществу» (англ. for disinterested and meritorious public service); в верхней половине поля, поверх рельефа станка, в четыре строки надпись: «оказанное / газетой Соединённых Штатов / в течение года / … (такого-то)» (англ. rendered by a / United States newspaper / during the year / …); на правой ножке станка, рядом с пяткой работника, в две строки поставлены метки медальеров: «D•C•F / А.» (Daniel Chester French & Augustus (Lukeman)); внизу, под «линией пола», надпись: «медаль Джозефа Пулитцера» («Josef Pulitzer medal»). Год, в отличие от остальных надписей на аверсе, имеет отрицательный рельеф, поскольку не отливается, а чеканится вручную.
На реверсе: плечевой барельеф Бенджамина Франклина, вид слева; с двух сторон от барельефа надписи: «honoris / causa»; под портретом отца-основателя государства надпись: «присуждена Колумбийским университетом / … (такой-то газете)» (англ. awarded by Colunbia university / to / …). Название газеты, как и год премии на лицевой стороне, чеканится ежегодно вручную.
К медали, в качестве оригинального футляра, прилагается шкатулочка из вишнёвого дерева, усиленная деталями из латуни.

## История
Учредил медаль американский газетный издатель и журналист Джозеф Пулитцер, «превративший журналистику из базарного ремесла в профессию». Осознав как огромные возможности, так и врождённые риски свободной прессы, он купил в Нью-Йорке небольшую местную газету «New York World» и за несколько лет развил её в общеамериканский орган печати с миллионным тиражом, создав, в принципе, «газету нового типа». Продолжить своё дело ему помешала болезнь. 16 апреля 1904 года, во время резкого ухудшения здоровья, Джозеф Пулитцер составил завещание, в котором выделил часть своего огромного, заработанного трудом редактора и издателя, состояния на ежегодные премии журналистам и литераторам. В завещании он заявил:

Посвятив всю свою жизнь журналистике, я глубоко заинтересован в её неуклонном возвышении и развитии; в отношении к ней, как к одной из благородных профессий и одной из важнейших, чьё влияние на умственное и нравственное здоровье нации несравнимо ни с чем.
Оригинальный текст (англ.)I am deeply interested in the progress and elevation of journalism, having spent my life in that profession, regarding it as a noble profession and one of unequaled importance for its influence upon the minds and morals of the people.

В завещании Пулитцер установил вручать «любой американской прессе» золотую медаль стоимостью $500 — «за бескорыстное и достойное служение обществу, оказанное в течение предыдущего года». Распорядителем в этой части завещания был назначен глава Колумбийского университета. Критерии «достойного служения» Пулитцер сформулировал в прощальной речи, которую произнёс, покидая пост главы основанного им издательства:

Я знаю, что мой уход не изменит основные принципы [моих газет]: всегда бороться за улучшения и развитие; не смиряться с несправедливостью и коррупцией; разоблачать демагогию партий, при этом не принадлежать ни к одной из них; всегда противостоять привилегированным классам и расхитителям общественных средств; никогда не терять сочувствие к бедным; посвящать страницы общественной пользе, не удовлетворяясь простым воспроизведением новостей; оставаться отчаянно независимым, бесстрашно преследуя зло, от кого бы оно ни исходило — от хищной плутократии или от хищной бедности.
Оригинальный текст (англ.)I know that my retirement will make no difference in its [my newspaper's] cardinal principles, that it will always fight for progress and reform, never tolerate injustice or corruption, always fight demagogues of all parties, never belong to any party, always oppose privileged classes and public plunderers, never lack sympathy with the poor, always remain devoted to the public welfare, never be satisfied with merely printing news, always be drastically independent, never be afraid to attack wrong, whether by predatory plutocracy or predatory poverty.

Бюст
Б. Франклина
(автор Ж. Гудон), прообраз портрета на золотой медали Пулитцера.

После смерти Джозефа Пулитцера, последовавшей 29 октября 1911 года, совет распорядителей, во главе с президентом Колумбийского университета, Николасом Батлером, прежде всего приступил к созданию при университете Высшей школы журналистики. Лишь полностью закончив с воплощением этой мечты Пулитцера, Батлер перешёл к следующей — премиям.
Приступив к организации только осенью 1916 года, совет распорядителей очень торопился открыть премию весной 1917, — к семидесятилетней годовщине Пулитцера. Из-за спешки первое объявление премии вышло немного скомканным, — было выдано лишь четыре премии из завещанных десяти. Медаль изготовить не успели и кандидаты на неё даже не рассматривались.
В 1917 организаторы заказали форму для медали скульптору Даниэлю Френчу, которому ассистировал Генри А. Лукеман. Символом свободной прессы для изображения на аверсе был избран трудящийся за типографским станком; символом достойного служения обществу для изображения на реверсе был избран Бенджамин Франклин, — один из авторов Конституции США, академик, начинавший подмастерьем в типографии. Образцом для портрета Франклина Френч взял бюст работы Жана Гудона.
03 июня 1918 года золотая медаль Пулитцеровской премии была присуждена впервые. Медаль вручили газете «The New York Times», которая, теряя часть прибыли, публиковала в каждом номере все доступные документы европейских держав, касающиеся идущей мировой войны, считая эту информацию важной для американцев. Номера выходили толще обычных.
До 1977 медали выплавлялись из золота в 14 карат, с 1978 — 10 карат, с 1987 медаль делают из серебра с золотым покрытием.

## Неоднократные лауреаты золотой медали Пулитцера
За сто лет существования премии (1918—2018) более одного раза золотую пулитцеровскую медаль получили 13 американских периодических изданий. Первые пятнадцать лет стандарты качества были столь высокими, что трижды (1920, 1925 и 1935 гг.) медаль не присуждалась никому.
- 6 раз: «Нью-Йорк Таймс» 1918, 1944, 1972, 2002, 2004, 2018

«Лос-Анджелес Таймс» 1942, 1960, 1969, 1984, 2005, 2011
- 5 раз: «St. Louis Post-Dispatch[англ.]» 1937, 1941, 1948, 1950*, 1952

«Вашингтон пост» 1973, 1999, 2000, 2008, 2014
- 3 раза: «Chicago Daily News[англ.]» 1950*, 1957, 1963

«Ньюсдей» 1954, 1970, 1974
«Бостон глоуб» 1966, 1975, 2003
«Филадельфия инкуайрер» 1978, 1990*, 2012
- 2 раза: «Milwaukee Journal[англ.]» 1919, 1967

«New York World» 1922, 1924
«The Sacramento Bee» 1935, 1992
«Майами геральд» 1951, 1993
«Charlotte Observer» 1981, 1988
* Медаль вручена двум лауреатам одновременно

## Похищение комплекта медалей газеты «Ньюсдей»
В четверг, 27 сентября 2007 года на сайте одного из аукционов в Калифорнии появился редкий лот, предлагавший к продаже сразу три Пулитцеровских медали — 1954, 1970 и 1974 годов, принадлежавших газете «Ньюсдей». Утверждалось, что все они подлинные и попали на аукцион «по невероятному стечению обстоятельств». Уже в понедельник, 01 октября, об этом лоте узнали в офисе газеты «Ньюсдей» и за утренним кофе обсуждали новость, как весьма забавный курьёз. Сотрудники были уверены, что их медали лежат в сейфе, расположенном в штаб-квартире. На всякий случай, они решили проверить. Открыв закодированный сейф, они достали ларец, в котором хранились медали и тут выяснили, что ключ от него утерян. Вскрыв ларец с помощью вызванного слесаря, сотрудники увидели, что медали — оригинальные медали, а не их репродукции, вывешенные в приёмной, — исчезли.
Вызвали полицию. Доступ к сейфу и ключ от ларца были у считанного количества лиц. Пока устанавливали круг подозреваемых, выяснилось, что лоты уже ушли с молотка. Медаль 1954 года — за $7000, 1970 — за $4500 и 1974 — за $4000. Владелец аукциона отказался назвать имена продавца и покупателей, заявив, что это «пробьёт брешь в доверии к его бизнесу». Он заявил, что всё было совершенно законно: медали были приобретены продавцом на одной из частных «распродаж по наследству» в Лонг-Айленде в 2001 году. Также он заверил, что его клиенты — добропорядочные граждане, и медали, если это действительно ценные оригиналы «Ньюсдей», они вернут.
В пятницу, 05 октября, медали были переданы федеральным агентам. Две — из района Уэст-Палм-Бич, во Флориде, и одна — из Далласа, где у аукционного дома Калифорнии была своя площадка. Медаль в Далласе ещё не была доставлена покупателю. Вместе с медалями хранилась и силиконовая форма для отливки репродукций. Её вернуть не удалось. Как не удалось установить, кто и когда похитил медали из сейфа.